# Doisprezece lei și cincizeci de bani (monedă românească)
Doisprezece lei și cincizeci de bani a fost o monedă a leului românesc și a fost emisă doar în 1906, în timpul domniei regelui Carol I, cu ocazia aniversării a 40 de ani de domnie a acestuia.

## Istorie

### 12½ lei 1906

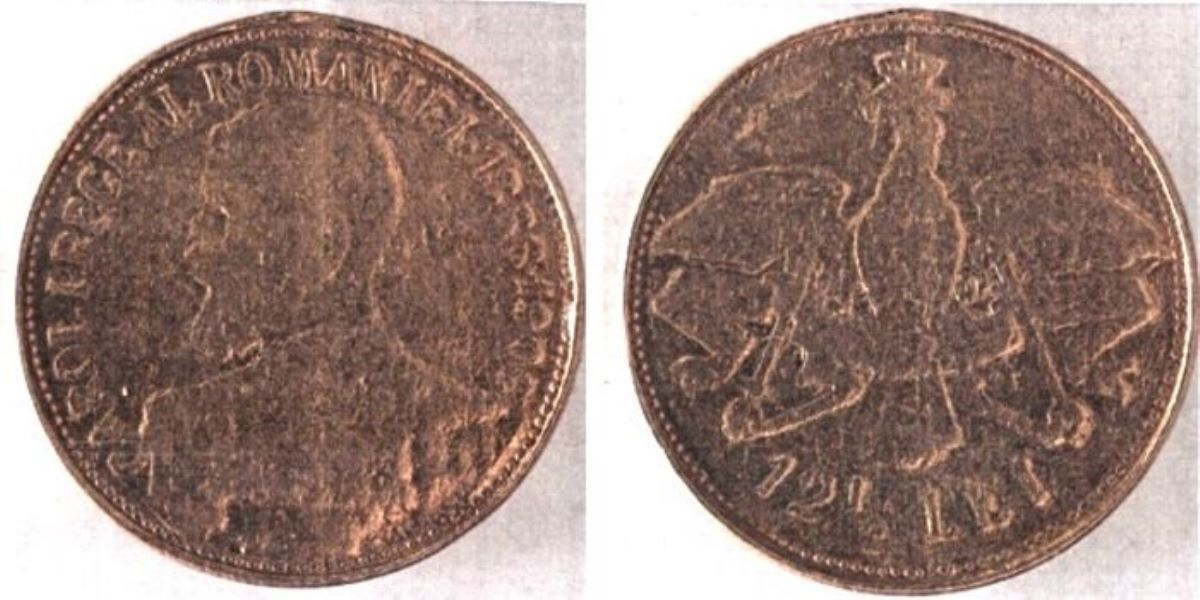
Fals de epocă după moneda de 12½ lei 1906

Cu ocazia aniversării a 40 de ani de domnie a regelui Carol I, Camera Deputaților a dezbătut și votat în cadrul ședinței din 13/26 mai 1906 proiectul de lege privind baterea unei noi serii de monede de aur pentru uzul public, în valoare totală de 2 milioane lei. Inițial, proiectul prevedea baterea a 40.000 de monede de 10 lei, 15.000 de monede de 25 lei și 10.000 de monede de 50 lei. Ulterior, în ședința Senatului din 23 mai/5 iunie 1906, ministrul de Finanțe a propus modificarea proiectului, sugerând înlocuirea celor 40.000 de monede de 10 lei cu 32.000 de monede de 12,5 lei, precum și majorarea toleranței de la 2 la 3 la mie, argumentând că monedele nu erau destinate circulației, ci salbelor, iar aliajul trebuia să fie mai rezistent. Proiectul a fost votat și admis sub aceasta formă.
Astfel, la Monetăria Regală din Bruxelles au fost comandate monede jubiliare în valoare totală de 2.000.000 lei, constând în piese de 12½ lei, 25 lei și 50 lei, iar baterea acestora a început în iunie 1906.
Moneda era realizată din 90% aur, 8,5% argint și 1,5% cupru, avea un diametru de 20 mm și o grosime de 0,7 mm. Aversul prezenta efigia regelui Carol I în uniformă de mare ținuta, încojurat de textul CAROL I REGE AL ROMANIEI • 1866-1906, totul într-un cerc perlat. Sub efigie, în partea dreaptă, se găsea incus textul A. MICHAUX, reprezentând numele gravorului. Reversul înfățișa o acvilă asemănătoare cu cea prezentă pe Ordinul „Carol I”. Aceasta era încoronată, cu o cruce în cioc și ținea în gheare un sceptru și o sabie, care fixau un sul sub aripi, pe care era inscripționat textul PRIN STATORNICIE LA ISBINDA. Sub acvilă se găsea valoarea nominală, 12½ LEI, iar întreaga compoziție era înconjurată de un cerc perlat. Muchia monedei era zimțată. Tirajul acesteia a fost de 32000 de exemplare. Primele monede, în valoare totală de 15.000 lei, reprezentând primul transport expediat din comandă, au fost puse în circulație la data de 19 decembrie 1906/1 ianuarie 1907, împreună cu monedele de 25 de lei.
Conform presei vremii, țăranii aveau obiceiul de a tezauriza monede străine de aur, fapt care a determinat Ministerul de Finanțe să emită, în 1906, o circulară adresată prefecturilor județene. Documentul recomanda promovarea monedelor românești de aur de 12½ și 25 lei, care puteau fi obținute de la percepțiile locale în schimbul celor vechi.
Guvernul a fost criticat în presa vremii pentru designul monedelor jubiliare de 12,50 lei, fiind acuzat de modificarea simbolurilor naționale. În locul acvilei române, prevăzută de legea din 11/23 martie 1872, pe monedă a fost reprezentată o pajură stilizată, asemănătoare cu cea imperială germană.
Într-o publicație din 1909, se menționa că valoarea de 12½ lei era echivalentă cu 10 șilingi britanici.